# Peace No 135
Le district municipal de Peace No 135 (anglais : Peace No. 135) est un district municipal de 1,446 habitants en 2011, situé dans la province d'Alberta, au Canada.

## Démographie
| 2011  | 2016  |
| ----- | ----- |
| 1 446 | 1 747 |

## Communautés et localités
Bourgs
- Grimshaw

Villages
- Berwyn

Hameaux
- Brownvale

Localités
- Early Gardens
- Griffin Creek
- Last Lake
- Peace River Correctional Institution
- Rocky Ridge Estates
- Roma
- Roma Junction
- Shaftesbury Settlement ou Shaftsbury Settlement